# 三博县
三博县一译森波县，是柬埔寨桔井省下辖的一个县。
根据1998年的统计，该县有人口41,732人。
越南阮朝史料称这里为山甫。